# Sfântul și Dreptul Simeon
Sfântul și Dreptul Simion, cunoscut și sub numele de Simeon Bătrânul sau Simeon cel Bătrân, a fost un evreu, „un om drept și cu frica lui Dumnezeu", care apare în Noul Testament din Biblie în câteva versete din Evanghelia după Luca (Luca 2:22-35).

## Povestea din evanghelie
Evanghelia după Luca relatează că atunci când Iisus a fost adus la Templu, părinții lui, Iosif și Maria, l-au întâlnit pe Simeon.
Potrivit evangheliei, Simeon era un bătrân căruia Duhul Sfânt i-a prezis că el îl va vedea pe Mesia. Simeon l-a luat în brațe pe pruncul Iisus și a dat slavă lui Dumnezeu, cu rugăciuni adânci precum Nunc dimittis⁠(en)[traduceți]. Cuvintele rostite de  Simeon cu acest prilej sunt numite în ortodoxie „Cântarea lui Simeon”:
„Acum slobozește, Doamne, pe robul tău să plece în pace, după cuvântul Tău; căci au văzut ochii mei mântuirea ta pe care ai pregătit-o înaintea feței tuturor popoarelor, lumină pentru luminarea neamurilor și slava poporului tău Israel.”—Luca 2:29-32
De asemenea, el i-a profețit Mariei participarea ei cu multă suferință la evenimentele dureroase din viața fiului său, Isus.

## Tradiția ortodoxă
Potrivit tradiției Bisericii ortodoxe, Simeon a fost unul dintre cei 70 de traducători din Septuaginta a textului de referință pentru Biserică. Tradiția spune că a ezitat în traducerea pasajului din Cartea Isaia, vrând să șteargă cuvântul „fecioara” și să-l înlocuiască cu „tânăra”:
„Domnul vă va da un semn. Iată Fecioara va rămâne însărcinată și va naște un fiu, și Îl va numi Emanuel”—Isaia:7:14
și atunci un înger i-a apărut, spunându-i că nu va muri până când nu-l va vedea pe Mesia născut din fecioară.
Dacă această tradiție este adevărată, la nașterea lui Isus, Simeon ar fi avut aproape trei sute de ani.

## Cult

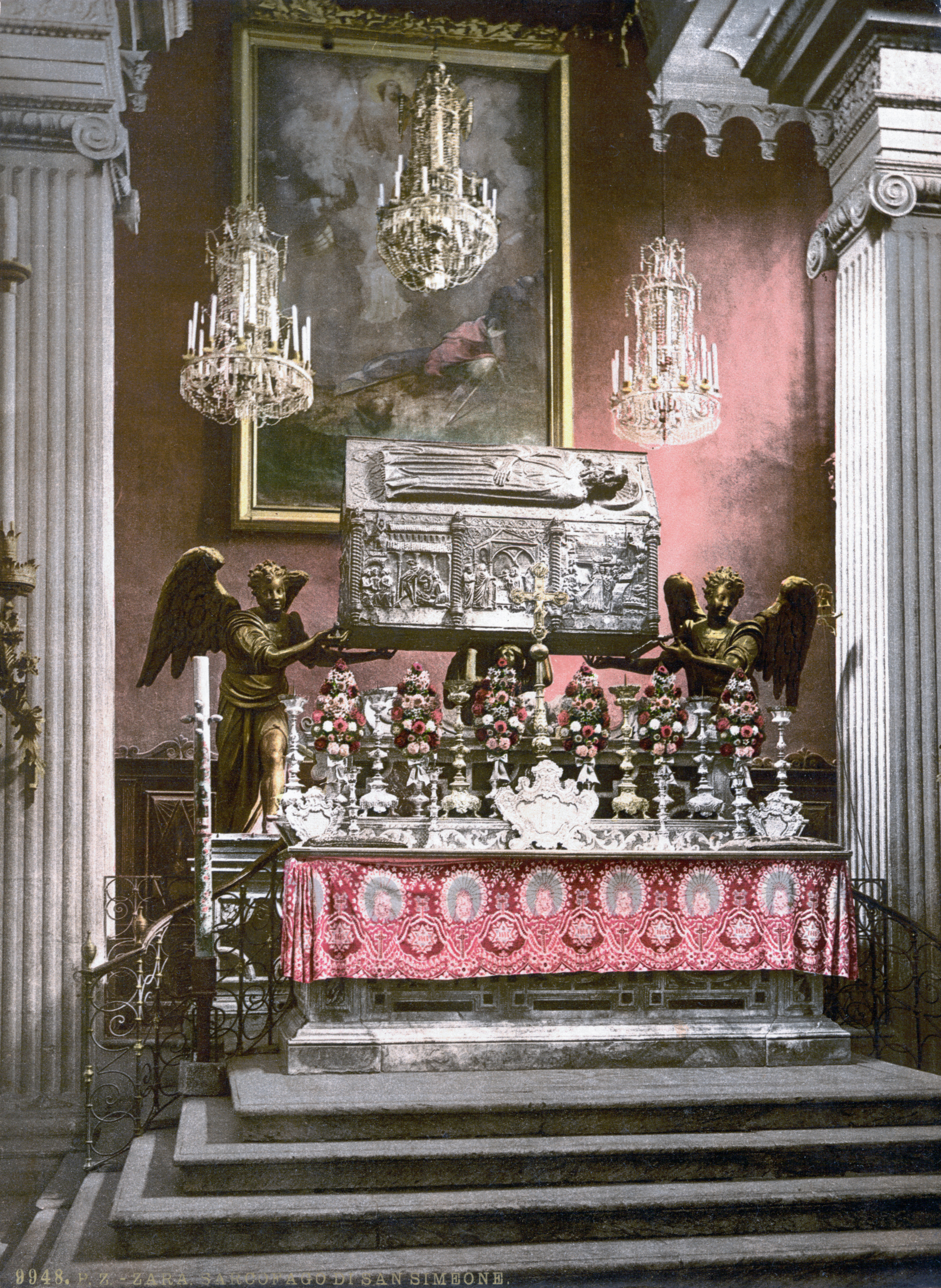
Sfântul chivot din biserica Sfântului Simeon din Zadar

Simeon a fost venerat ca sfânt încă din primele secole ale creștinismului. Moaștele sfântului au fost transferate de bizantini la Constantinopol, dar venețienii, conduși de Enrico Dandolo au jefuit Biserica închinată sfântului. Moaștele au fost transferate în Veneția, în Biserica San Simeone Profetul.
Există, de asemenea, o altă credință după care  moaștele sfântului Simeon au fost aduse la Constantinopol în secolul al VI-lea și de acolo, în 1243 au fost aduse în Zadar. Orașul l-a ales pe Simeon ca patron. Este venerat ca un mijlocitor pentru binecuvântarea copiilor.

## Festivități
Întâlnirea lui Simeon cu Sfânta Familie este pomenită pe 2 februarie, de sărbătoarea Întâmpinării Domnului, cunoscută și sub numele de Prezentarea lui Isus la Templu, Întâlnirea cu Domnul, sau Purificarea Fecioarei.
În  calendarul ecleziastic al sfinților, aceștia sunt de multe ori amintiți după anul de deces, și pentru acest motiv, sărbătoarea lui Simeon este 3 februarie, la o zi după întâlnirea lui cu Isus, ziua în care conform tradiției ar fi fost mort.
Simeon este venerat ca sfânt de către Biserica romano-catolică, Biserica creștină ortodoxă, Biserica Anglicană și Biserica Luterană. Bisericile ortodoxe care încă mai folosesc calendarul iulian, sărbătoresc Crăciunul pe 7 ianuarie și, în consecință, sărbătoarea Prezentării lui Isus în Templu, și apoi a Sfântului Simeon sunt întârziate.